# 寡穗大油芒
寡穗大油芒（学名：Spodiopogon paucistachyus）为禾本科大油芒属下的一个种。

## 扩展阅读
- 維基物種上的相關：寡穗大油芒